# One Cure Fits All
One Cure Fits All è un album in studio del gruppo musicale nordirlandese Therapy?, pubblicato nel 2006.

## Tracce
1. Outro – 0:34
2. Sprung – 3:50
3. Deluded Son – 2:58
4. Into the Light – 2:56
5. Lose It All – 3:36
6. Dopamine, Seratonin, Adrenaline – 4:17
7. Unconsoled – 3:53
8. Our White Noise – 3:40
9. Private Nobody – 3:49
10. Rain Hits Concrete – 3:07
11. Fear of God – 3:13
12. Heart Beat Hits – 3:42
13. Walk through Darkness – 4:50

## Formazione
- Andy Cairns – voce, chitarra
- Neil Cooper – batteria
- Michael McKeegan – basso